# Phoceana columnaris
Phoceana columnaris är en mossdjursart som beskrevs av Jullien 1903. Phoceana columnaris ingår i släktet Phoceana och familjen Phoceanidae. Inga underarter finns listade i Catalogue of Life.